# Julia Magnusson
Julia Charlotta Adolfina Magnusson, född 23 juni 1846 i Hedvig Eleonora församling, Stockholm, död 30 april 1927 i Täby församling, Stockholms län, var en svensk skådespelare.

## Biografi
Julia Magnusson var elev vid Kungliga Operan 1865–1868. Hon var därefter engagerad vid Mindre teatern i Stockholm 1868–1869, vid Stora Teatern i Göteborg 1869–1870, vid Mindre och Södra teatern i Stockholm 1870–1884, vid resande sällskap 1884–1886, vid Vasateatern och Södra teatern 1886–1892, och hos Ranft från 1892.
Bland hennes roller fanns Mor Åse i Peer Gynt, Fröken Knudsgård i Ett silfverbröllop, Fru Grönberg i Öregrund—Östhammar, Aurore i Giroflé-Girofla, Lovisa i Andras affärer och Fru Janikoff i Sodoms undergång.
Julia Magnusson är begravd på Norra begravningsplatsen utanför Stockholm.

## Teater

### Roller (ej komplett)
| År   | Roll                  | Produktion                                                                 | Regi | Teater         |
| ---- | --------------------- | -------------------------------------------------------------------------- | ---- | -------------- |
| 1868 | Emma                  | Vårt tjenstefolk Eugène Grangé och Raymond Deslandes                       |      | Mindre teatern |
| 1869 | Fru Spitzig           | Syfröknarna Anton Bittner                                                  |      | Mindre teatern |
| 1878 | Andra underlärarinnan | Lille hertigen Charles Lecocq, Henri Meilhac och Ludovic Halévy            |      | Mindre teatern |
| 1879 | Juno                  | Orfeus i underjorden Jacques Offenbach, Hector Crémieux och Ludovic Halévy |      | Mindre teatern |
| 1881 | Johanna               | Under förmälningshögtidligheterna Frans Hedberg                            |      | Mindre teatern |
| 1882 | Hanna                 | Gipsfiguren Th Taube                                                       |      | Mindre teatern |
| 1882 | Margareta, piga       | Positivhataren August Blanche                                              |      | Mindre teatern |
| 1882 | Massaldachi           | Fatinitza Franz von Suppé, Friedrich Zell och Richard Genée                |      | Mindre teatern |
| 1882 | Dorothea              | Öregrund-Östhammar Selfrid Kinmanson                                       |      | Mindre teatern |